# Azərreyl Voleybol Klubu
L'Azərreyl Voleybol Klubu è una società pallavolistica femminile azera con sede a Baku: milita nel campionato di Superliqa.

## Storia
L'Azərreyl Voleybol Klubu nasce nel 2000. Nei primi anni di attività, il club ingaggia Faig Garaev e molte giocatrici azere, che, non potendo prendere parte con la nazionale azera ad alcuna competizione, sul finire degli anni novanta, avevano lasciato l'Azerbaigian per giocare nei campionati esteri. Prima della nascita del campionato azero il club prende parte alle sole competizioni europee, vincendo la Top Teams Cup 2001-02, battendo in finale le serbe dell'Odbojkaški klub Jedinstvo Užice.
Nella stagione 2002-03 la squadra prende parte per la prima volta alla Superliqa azera, aggiudicandosi le prime sei edizioni del torneo; a livello europeo nel 2004 si classifica al quarto posto nella Final Four di Champions League. Fino al 2008 la squadra è solita partecipare al campionato nazionale con le riserve, per poi schierare la prima squadra nelle sole competizioni internazionali. Solo a partire dal campionato 2008-09 anche in campionato scendono in campo le giocatrici della prima squadra, che però si classificano per la prima volta al secondo posto, alle spalle del Rabitə Bakı Voleybol Klubu.
La stagione 2009-10 vede l'Azərreyl trionfare nella prima edizione della Coppa dell'Azerbaigian, battendo in finale il Rabitə, per poi classificarsi al quarto posto in Superliqa, sconfitto nella finale per il terzo posto dall'İqtisadçı Voleybol Klubu. Durante la stagione successiva il club vince la Challenge Cup, ma chiude la Superliqa al secondo posto.
Nel campionato 2011-12 la squadra gioca la peggiore stagione nella storia del club, terminando in quinta posizione al termine dei play-off; sempre nello stesso campionato viene fondata una nuova formazione per le riserve del club, chiamata Azəryolservis Voleybol Klubu, che viene iscritta alla Superliqa. Nel campionato successivo la squadra chiude il campionato al terzo posto; la formazione delle riserve dell'Azəryolservis si fonde col Voleybol Klubu Bakı, dando vita all'Azəryol Voleybol Klubu.
A partire dalla stagione 2013-14 le gerarchie tra prima e seconda squadra vengono invertite, così l'Azərreyl diventa la formazione delle riserve dell'Azəryol; tuttavia a partire dal campionato 2015-16 le due squadre tornano ai ruoli originali, con l'Azərreyl che vince lo scudetto, successo conseguito anche al termine della stagione 2017-18 e stagione 2018-19.

## Rosa 2015-2016
| N° | Nome                | Ruolo | Data di nascita   | Nazionalità sportiva |
| -- | ------------------- | ----- | ----------------- | -------------------- |
| 1  | Wanna Buakaew       | L     | 2 gennaio 1981    | Thailandia           |
| 2  | Ksenija Kovalenko   | C     | 21 novembre 1986  | Azerbaigian          |
| 3  | Nikalina Bashnakova | S     | 29 marzo 1998     | Azerbaigian          |
| 4  | Nisakhanim Hazratli | S     | 18 novembre 1997  | Azerbaigian          |
| 5  | Odina Əliyeva       | S     | 22 maggio 1990    | Azerbaigian          |
| 6  | Anastasija Muzika   | P     | 15 ottobre 1997   | Azerbaigian          |
| 7  | Stephanie Enright   | S     | 15 dicembre 1990  | Porto Rico           |
| 9  | Madison Kingdon     | S     | 20 aprile 1993    | Stati Uniti          |
| 10 | Haley Eckerman      | S/O   | 10 novembre 1992  | Stati Uniti          |
| 11 | Jessica Jones       | C     | 15 novembre 1986  | Stati Uniti          |
| 12 | Valeriya Korotenko  | L     | 29 gennaio 1984   | Azerbaigian          |
| 14 | Natalia Valentín    | P     | 12 settembre 1989 | Porto Rico           |
| 17 | Strašimira Filipova | C     | 18 agosto 1985    | Bulgaria             |
| 18 | Nootsara Tomkom     | P     | 7 luglio 1985     | Thailandia           |
| 19 | Fatou Diouck        | S/O   | 19 giugno 1985    | Senegal              |

## Palmarès
- Campionato azero: 9

2002-03, 2003-04, 2004-05, 2005-06, 2006-07, 2007-08, 2015-16, 2017-18, 2018-19
- Coppa dell'Azerbaigian: 1

2009-10
- Top Teams Cup: 1

2001-02
- Challenge Cup: 1

2010-11